# مطبخ إسكتلندي
يتسم المطبخ الإسكتلندي بتشابهه المطبخ البريطاني ولكنه يتميز بخصائصه الخاصة . ويوجد في اسكتلندا الأطعمة المجهزة على الطريقة الاسكتلندية إلى جانب الأطعمة الشائعة عالميا التي أتت مع المهاجرين وبصفة خاصة من الهند والصين .
تنتشر المراعي في اسكتلندا حيث تربى الأبقار والأغنام كما توجد الماعز و الدجاج البري (الفزان) ، واسكتلندا غنية بالأسماك والفواكه والخضروات حيث الأراضي الخصبة ووفرة الأمطار .
يتسم فن الطهي في اسكتلندا ببساطته نظرا لقلة التوابل التي كانت تأتي من البلاد البعيدة مثل الهند ، وكانت أثمانها مرتفعة. ويكثر استعمال الزبد والدهون في المطبخ الاسكتلندى، والأكلات دسمة وصعبة الهضم . ويُعزى كثرة عدد المصابين ب أمراض القلب و التخمة إلى دسامة الغذاء وكثرة الدهنيات به .

## لحم الأغنام

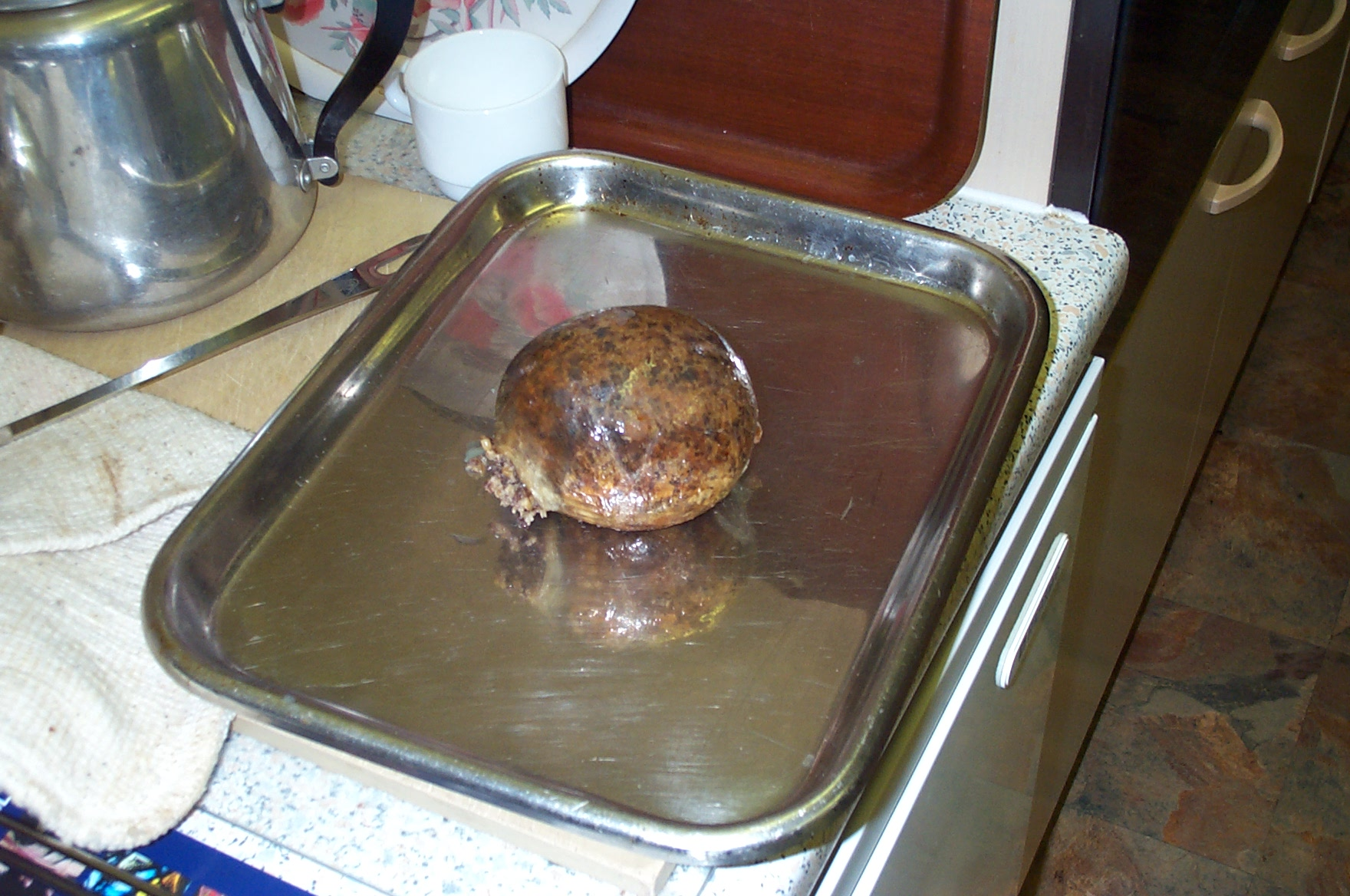
هيجيز صغير مطبوخ.

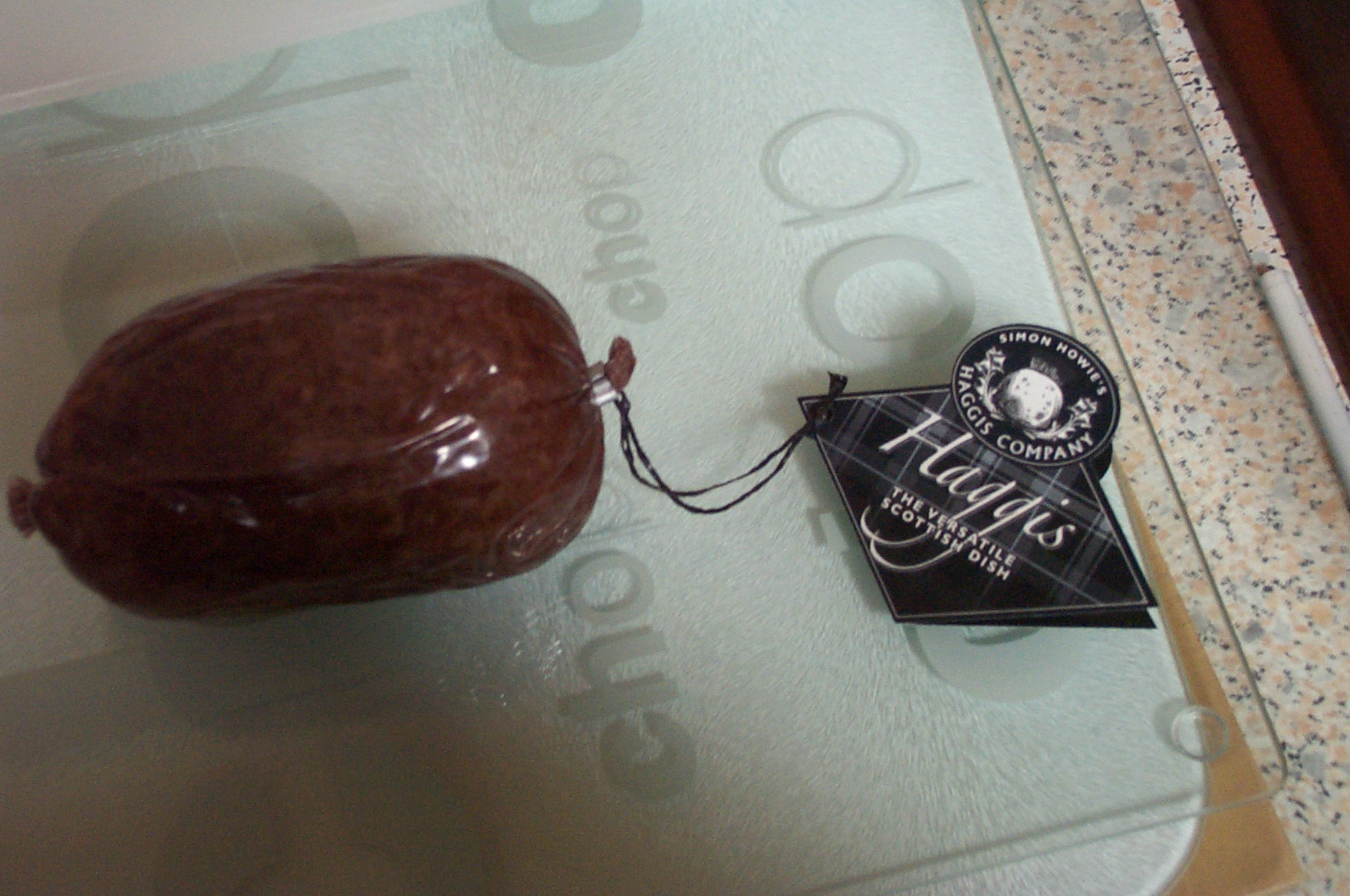
هيجيز مجشو في جراب من البلاستيك.

يعتبر لحم الخراف في اسكتلندا من الأكلات الطيبة المذاق، وتوجد من الحراف و الأغنام في اسكتلندا أنواع عديدة من فصائلها . وتحضر من لحم الخراف المعدة المحشية  الهيجيز  ، وصينية اللحم و الكلى .
والهيجيز عبارة عن معدة الخراف المحشوة بلحم القلب والكلى والكبد.

## بيض اسكتلندي

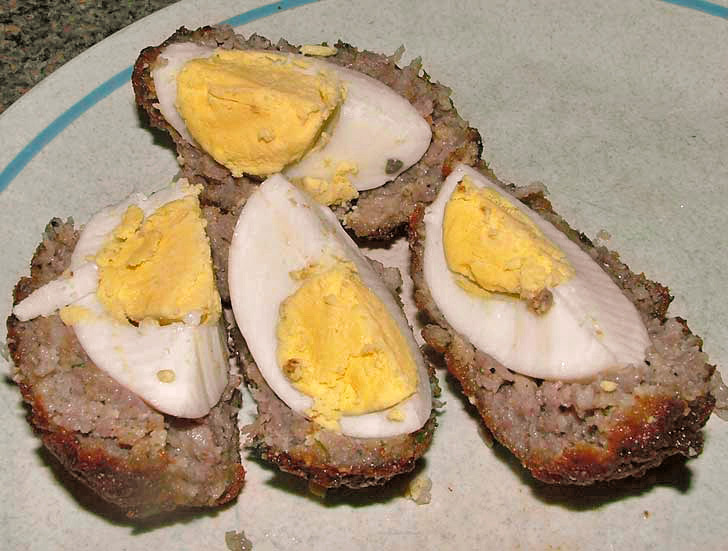
بيضة اسكتلندي مقسمة إلى أربع.

البيض الإسكتلندي من الأكلات الخفيفة واكتسبت من المطبخ الإنجليزي . وهي عبارة عن بيضة صحيحة مسلوقة، وبعد تقشيرها تغطي وتكبس بطبقة من السجق الإسكتلندي المهروس والمخلوط بالخبز المبلول و بقسماط . ثم يُقلى في الزيت.
ويرجع تاريخ البيضة الاسكتلندية إلى عام 1851 حيث ظهرت أول مرة في لندن في محلات «فورتنوم و ميسون» .
.
- وتشبه البيضة الاسكتلندية نوع من الكفتة التي تجهز في مصر وتحتوي على البيض المسلوق وتسمى طوربيد اللحم.